# 卡爾曼猜想

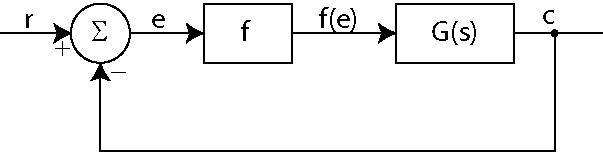
圖1：控制系統的方塊圖，其中的G(s)是線性傳遞函數，而f(e)是單值連續可微的函數

卡爾曼猜想（Kalman's conjecture）或卡爾曼問題（Kalman problem）是已找到反例的猜想，是針對非線性控制系統，其中有一個純量非線性元素，此系統在線性穩定區間內的絕對穩定性。卡爾曼猜想是阿依熱爾曼猜想的加強版本，也是Markus–Yamabe猜想的特例。卡爾曼猜想雖已證實為否，不過帶出了（有效的）絕對穩定性的充份準則。

## 卡爾曼猜想的數學描述（卡爾曼問題）
鲁道夫·卡尔曼在1957年的論文中提到：
若圖1中的f(e)用e乘上常數K取代，K對應f'(e)中所有的可能值，發現閉迴路系統在所有K值下都收斂。在直覺上會認為此系統是單調穩定的，也就是說，所有暫態的解都會收斂到唯一、穩定的臨界點。

卡尔曼的描述可以寫成以下的猜想：

考慮一個有單一純量非線性函數的函數
{\displaystyle {\frac {dx}{dt}}=Px+qf(e),\quad e=r^{*}x\quad x\in R^{n},}
其中P是常數的n×n矩陣，q、r是常數的n維向量，∗是轉置符號，f(e)是純量函數，f(0) = 0。假設，f(e)是可微分函數，而且滿足以下條件
{\displaystyle k_{1}<f'(e)<k_{2}.\,}
。則卡爾曼猜想是指此系統在大區域穩定（也就是其唯一駐點為全域吸引子）若配合f(e) = ke, k ∈ (k1, k2)的所有線性系統都是漸近穩定。

阿依熱爾曼猜想要求非線性導數的條件，而卡爾曼猜想要求非線性本身要在線性區間內。
卡爾曼猜想在n ≤ 3時成立，若是n > 3，存在有效生成反例的作法：非線性的導數在線性穩定區間內，存在唯一穩定的平衡點，以及一個穩定的周期解（隱蔽振盪）。
在離散系統下，卡爾曼猜想只在n=1時成立，在n ≥ 2時可以建構反例。

## 延伸閱讀
- Leonov G.A.; Kuznetsov N.V.  (PDF). IFAC Proceedings Volumes (IFAC-PapersOnline). 2011, 18 (1): 2494–2505  [2019-05-11]. doi:10.3182/20110828-6-IT-1002.03315. （原始内容存档 (PDF)于2020-07-09）.

## 外部連結
- Analytical-numerical localization of hidden oscillation in counterexamples to Aizerman's and Kalman's conjectures（页面存档备份，存于）
- Discrete-time counterexample in Maplecloud（页面存档备份，存于）